# Tamás Hajnal
Pour les articles homonymes, voir Tamas.
Pour les articles homonymes, voir Hajnal.
Tamás Hajnal est un footballeur hongrois (né le 15 mars 1981 à Esztergom) qui évolue actuellement au milieu de terrain.

## Carrière
Formé en Hongrie au Ferencváros, il rejoint Schalke 04 en 1998 à 17 ans. Durant 6 ans, il jouera plus souvent dans l'équipe réserve du club de la Ruhr (d'abord avec les juniors) qu'en équipe première. En été 2004, le milieu offensif signe à Saint-Trond (Championnat Belge) où il évolue deux saisons, récupérant du temps de jeu, avant de retourner en Allemagne pour s'y imposer cette fois.
Il y réussit au FC Kaiserslautern mais le club de D2 n'arrive cependant pas à remonter en 1re division et Hajnal (25 ans) opte pour le promu, Karlsruhe, où il réalise sa meilleure saison avec 8 buts (et autant de passes décisives), une 11e place surprise pour le KSC et le titre de meilleur joueur hongrois de l'année 2007 durant la saison 2007/08.
Une clause dans son contrat lui permit de quitter Karslruhe, et l'international hongrois aux 23 sélections signa un contrat de 4 ans en faveur du Borussia Dortmund pour seulement 1,3 million d'euros. Après un début de saison plutôt poussif, malgré une grande prestation dans la finale de la Supercoupe d'Allemagne, il devient un titulaire indiscutable puis le véritable maitre à jouer du Borussia en novembre, mois durant lequel il obtient une nouvelle fois la distinction de meilleur joueur hongrois de l'année.
En manque de temps de jeu lors de la saison 2010/11, il rejoint fin janvier 2011 le VfB Stuttgart. Peu de temps après, le club souabe lève l'option d'achat estimée à 1 million d'euros.

## Palmarès
- Borussia Dortmund
  - Vainqueur de la Supercoupe d'Allemagne en 2008.
- Ferencváros TC
  - Championnat de Hongrie en 2016
  - Coupe de Hongrie en 2016 et 2017

### Distinctions
- Joueur hongrois de l'année 2007 et 2008.
- Nommé au all-star team de la Bundesliga 2007-2008.